# Rechnernetz
Ein Rechnernetz, Computernetz oder Computernetzwerk ist ein Zusammenschluss verschiedener technischer, primär selbstständiger elektronischer Systeme (insbesondere Computern, aber auch Sensoren, Aktoren, Agenten und sonstigen funktechnischen Komponenten), der die Kommunikation der einzelnen Systeme untereinander ermöglicht. Ziel ist hierbei z. B. die gemeinsame Nutzung von Ressourcen wie Netzwerkdruckern, Servern, Dateien und Datenbanken. Wichtig ist auch die Möglichkeit zur zentralen Verwaltung von Netzwerkgeräten, Netzbenutzern, deren Berechtigungen und Daten. Besondere Bedeutung hat heute auch die direkte Kommunikation zwischen den Netzwerknutzern (Chat, IP-Telefonie etc.).
Die Kommunikation erfolgt über verschiedene Protokolle, die mit dem ISO/OSI-Modell strukturiert werden können. Obwohl in der Praxis kein Rechnernetz das ISO/OSI-Modell vollständig abbildet, ist es von entscheidender Bedeutung für das Verständnis von Rechnernetzen, da hierbei aus kleinen grundlegenden Strukturen durch Verknüpfung größere und komplexere Strukturen gebildet werden. Dabei greifen höhere (komplexere) Protokollschichten auf die Funktionalitäten einfacherer darunter liegender Protokollschichten zu.
Ein wichtiges Prinzip dabei ist, dass den meisten Protokollschichten jeweils sogenannte Nutzdaten zum Transport übergeben werden können. Die Protokollschicht fügt zu diesen Nutzdaten (deren Inhalt sie weitgehend ignoriert) vorne und teilweise hinten weitere Daten an, die für die Abwicklung des Transportes durch die Protokollschicht wichtig sind. Jedoch gibt es auch hiervon Ausnahmen, da einige Protokolle nicht dazu gedacht sind, fremde Nutzdaten zu transportieren, sondern ausschließlich als eigenständige Informationssysteme für bestimmte Aufgaben fungieren.
Die allgemein bekannteste Netzstruktur ist das Internet, und die bekanntesten Protokolle sind das TCP (Transmission Control Protocol) und das IP (Internet Protocol), jedoch spielt auch im Internet eine Reihe weiterer Protokolle wichtige Rollen. Das Internet selbst ist kein homogenes Netz, sondern besteht aus einer Vielzahl teils recht unterschiedlich konzipierter Teilnetze (Subnetze), die nur die oberen Protokollschichten gemeinsam haben und die Nutzdatenübertragung auf den unteren Protokollschichten teilweise sehr unterschiedlich handhaben.
Als Zentralrechner oder Hauptrechner wird innerhalb eines Rechnernetzes derjenige Computer – meist ein Großrechner – bezeichnet, der den übrigen angeschlossenen Rechnern (etwa Arbeitsplatzrechnern oder Terminals) bzw. den darauf betriebenen Programmen Daten, Dienste, Systemprogramme, Anwendungsprogramme u. Ä. zur Verfügung stellt.

## Topologien

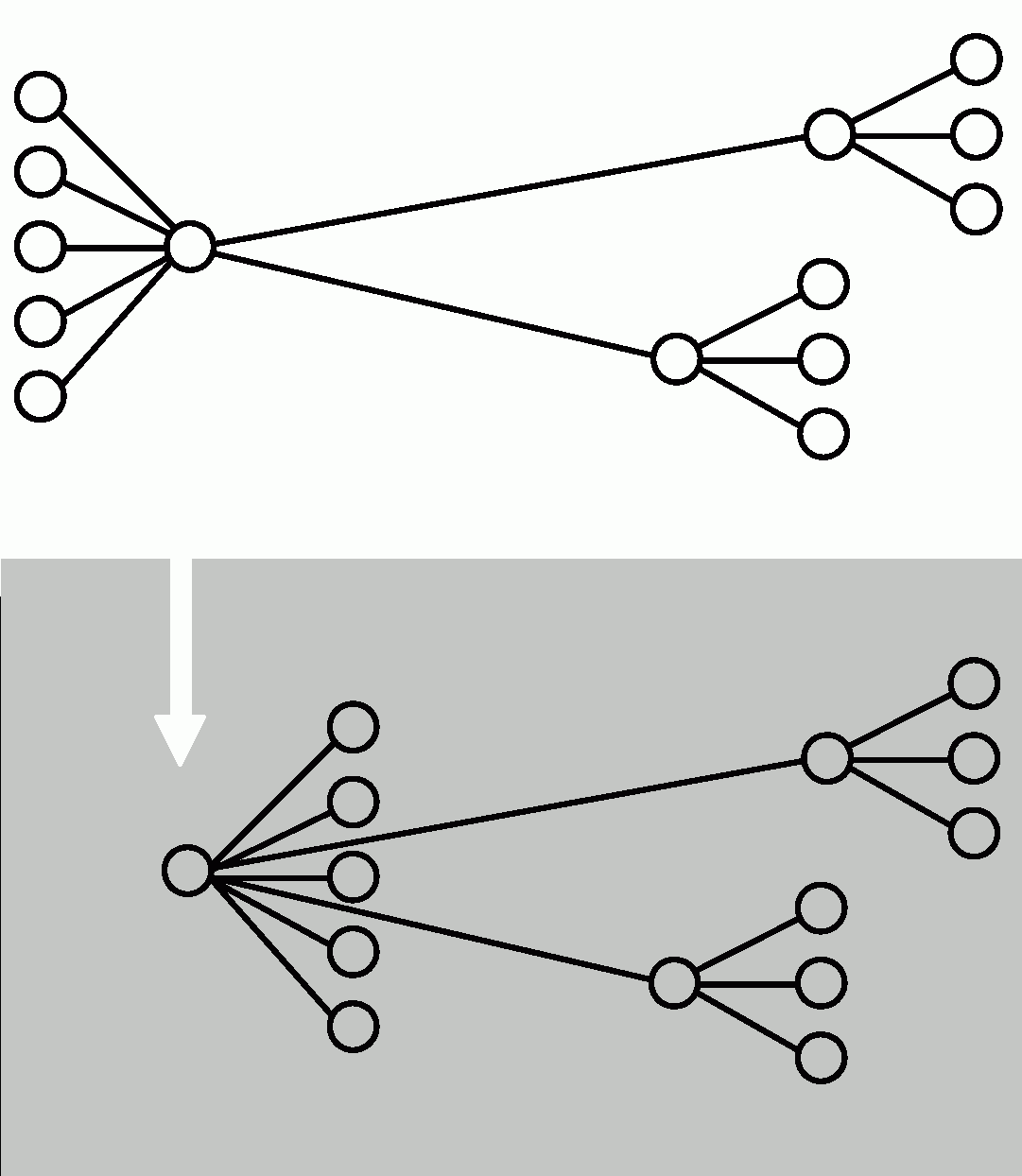
Diagramm: Netz-Topologie

Unter der Topologie versteht man die Art, wie die verschiedenen beteiligten Komponenten (also zumeist Rechner) im Netz durch physische oder logische Leitungswege verbunden sind. Um mehrere Rechner in einem Rechnernetz einzubinden, benötigt man eine gute Planung, welche durch die Einteilung der Topologie vereinfacht wird. So bilden sich Rechnernetze, in denen es Verbindungen und Knoten gibt, über die man ggf. über mehrere Zwischenpunkte von jedem Bereich des Netzes jeden anderen Bereich des Netzes erreichen kann.
Es gibt eine Reihe von Grundstereotypen, die so in dieser klaren Form jedoch selten in der Praxis auftreten. Bei der Stern-Topologie gibt es einen zentralen Verteilpunkt, der ggf. alles kontrollieren kann und ohne den nichts funktioniert. Diese Topologie wird eigentlich nur in sehr kleinen Netzen verwendet, zum Beispiel Heimnetzen oder bei LAN-Partys. Eine Verbindung mehrerer Sterntopologien an ihren Konzentrationspunkten wird auch als erweiterte Sterntopologie bezeichnet. Bei der Baum-Topologie benutzt man einen ähnlichen Ansatz, den man jedoch hierarchisch staffelt. Der „oberste“ Rechner hat die Kontrolle über alle anderen, die Macht schrumpft, je weiter unten man im Baum sitzt. In der Ring-Topologie hat jeder Rechner eine Position in einem Ring und ist nur mit seinen Nachbarn verbunden. Das hat zur Folge, dass der Ausfall eines Rechners das Rechnernetz lahmlegt. Bei der Bus-Topologie greifen alle beteiligten Rechner auf ein gemeinsam und von allen genutztes Medium zu, wodurch es zu Kollisionen auf diesem kommen kann. Das vermaschte Netz ist eine Form, in der jeder Rechner mit mehreren Nachbarn verbunden ist und in dem redundante Wege existieren, so dass selbst beim Ausfall einer Leitung das Netz noch über eine andere Leitung verbunden bleibt. Die Zell-Topologie spielt bei Funknetzen mit ihren speziellen Zugriffseigenschaften eine besondere Rolle.
In der Praxis treten fast immer Mischformen dieser Stereotype auf und es gibt noch eine Reihe von Bezeichnungen für bestimmte Spezialformen. Als Smart Network oder Smart Grid wird beispielsweise die spontane, selbstorganisierte Vernetzung beliebiger Geräte bezeichnet.

## Organisatorische Abdeckung (Netzarchitektur)
Dieses Kriterium wird oft benutzt, da es weniger kompliziert erscheint als andere Eigenschaften von Netzen. In der Praxis hat diese Unterscheidung aber nur begrenzte Bedeutung.

### Lokale Netze
- Body Area Network (BAN)
- Wireless Body Area Network (WBAN) als Begriff
- Personal Area Network (PAN)
- Wireless Personal Area Network (WPAN) als Begriff
- Local Area Network (LAN)
- Wireless LAN (WLAN) als Begriff

### Nichtlokale Netze
- Metropolitan Area Network (MAN)
- Wide Area Network (WAN)
- Global Area Network (GAN)
- Virtual Private Network (VPN)

### Andere Netze
- Storage Area Network (SAN)[1][2]

## Übertragungsweg

### Leitungsgebundene Netze

#### Ethernet
Die verbreitetste Technik bei leitungsgebundenen Netzen ist das Ethernet, das vor allem in lokalen Firmennetzen und Heimnetzen Verwendung findet. Es wird heute mit Kupferkabeln in den Ausprägungen 10BASE-T, 100BASE-TX und 1000BASE-T erstellt und verwendet. Dabei bezeichnet die Zahl jeweils die theoretische maximale Übertragungsgeschwindigkeit (Kanalkapazität) von 10, 100 oder 1000 Mbit pro Sekunde. Das T sagt aus, dass es sich um ein verdrilltes Kupferkabel handelt (Twisted Pair). Je nach Geschwindigkeit ist ein Kabel der entsprechenden Qualität nötig, die nach Kategorien standardisiert ist. Für 100 Mbit ist dies z. B. CAT5, bei 1000 Mbit ist CAT5e, CAT5+ oder CAT6 zu verwenden.
Es gibt ebenfalls unterschiedliche Standards, um Ethernet über Glasfaserverbindungen zu realisieren, z. B. 10BASE-FL, 100BASE-FX, 1000BASE-SX/-LX und verschiedene 10-Gigabit-Standards beginnend mit „10GBASE-“.
Das ursprüngliche Zugriffsverfahren bei Ethernet ist CSMA/CD (Carrier Sense Multiple Access / Collision Detection), wobei jeder Rechner erst überprüft, ob die Leitung (Carrier) frei ist und, wenn dies der Fall ist, sendet. Es kann sein, dass ein weiterer Rechner dasselbe tut und es zur Kollision kommt. Sobald diese Kollision erkannt wird (Collision Detection), brechen beide Rechner das Senden ab und beide probieren es zu einem zufälligen Zeitpunkt später erneut. Die Adressierung erfolgt mittels der MAC-Adresse.
Die inzwischen weitaus häufiger anzutreffende Form ist die eines „geswitchten“ Netzwerks, bei dem intelligentere Konzentratoren (Switches) verwendet werden, die einen kollisionsfreien Vollduplex-Betrieb erlauben und in Summe einen wesentlich höheren Gesamtdurchsatz ermöglichen.

#### Token Ring
Einen anderen Weg der Zugriffskontrolle ging das Token-Ring-Netz, das vor allem für Netze mit speziellen Qualitätsanforderungen benutzt wird. Der Vorteil von Token-Ring-Netzen ist, dass jeder Rechner nach spätestens einer bestimmten Zeit etwas senden kann. Dazu wird ein sogenanntes Token (zu Deutsch Pfandmünze) in Form eines kleinen Informationspaketes herumgereicht. Wer das Token hat, darf eine Weile Nutzdaten senden, hört dann wieder auf und gibt das Token weiter. Die Reihenfolge, in der es weitergegeben wird, ist genau festgelegt und ringförmig, wodurch man das Token immer wieder bekommt. Token-Ring-Netze sind oft so aufgebaut, dass jeder Rechner jeweils mit seinen zwei Nachbarn im Ring direkt verbunden ist und diesen entweder das Token weiterreicht oder eine Information übergibt. Es gibt auch eine Variante, die sich Token Ring over Ethernet nennt. Dabei hängen alle Rechner in einem gemeinsam genutzten Ethernet zusammen, aber geben sich dort jeweils ein Token reihum weiter (Token-Passing), wodurch Kollisionen vermieden werden und die Leitung besser genutzt wird. Das Komplizierte an diesem virtuellen Ring ist, dass erst einmal geklärt werden muss, welche Rechner existieren und welche Reihenfolge sie im virtuellen Ring einnehmen. Zudem muss man erkennen, wenn neue Rechner hinzukommen oder bestehende im Ring verschwinden.
Wichtig sind die Eigenschaften von Token-Ring-Netzen in sicherheitskritischen Netzen, in denen es darauf ankommt, präzise zu wissen, wie lange es maximal dauert, bis eine Nachricht gesendet werden kann. Dies lässt sich leicht anhand der Anzahl der Rechner, also an der Länge des Rings ermitteln. Solche Netze werden zum Beispiel in der Automobiltechnik und in der Finanzbranche für kritische Systeme eingesetzt.

#### PowerLAN
Das PowerLAN macht sich das vorhandene Stromnetz zunutze, um ein Netzwerk aufzubauen. Spezielle Adapter stellen dazu über die Steckdose die Verbindung zwischen dem Stromnetz und einem Netzwerkgerät her. Die zu übertragenden Informationen werden dazu auf der Sendeseite auf die Leitung zusätzlich aufmoduliert und auf der Empfängerseite wieder demoduliert. Mindestens zwei PowerLAN-Adapter werden benötigt, um ein Netzwerk aufzubauen. Aus technischer Sicht handelt es sich bei dieser leitungsgebundenen Vernetzung um eine Trägerfrequenzanlage.
Da die übertragenen Daten ähnlich wie bei einem Funknetz frei im Stromnetz verteilt werden, spielen Sicherheitsaspekte auch hier eine wichtige Rolle. Daher kommt in der Regel eine Verschlüsselung der Informationen zum Einsatz. Weiterhin sind Störeinflüsse zu berücksichtigen, die einerseits vom PowerLAN als Trägerfrequenzanlage ausgehen, umgekehrt jedoch auch von außen auf dieses einwirken und die Übertragung beeinflussen können.

### Funknetze
Verbreitete Techniken bei Funknetzen sind:

#### Infrastruktur-Netze
- Mobilfunknetze wie GSM, UMTS oder LTE
- WLANs im Infrastruktur-Modus, das heißt mit Schnittstelle zu einem leitungsgebundenen Netz mittels Basisstation. Am weitesten verbreitet sind WLANs vom Typ IEEE 802.11

#### Ad-hoc-Netze (MANET)
- WLANs vom Typ IEEE 802.11 im Ad-hoc-Modus. In diesem Modus kommunizieren die Geräte des Netzes ohne zusätzliche Infrastruktur.
- die mit sehr geringer Reichweite Geräte in unmittelbarer Umgebung verbinden, sogenannten Wireless Personal Area Networks (WPAN)
- Bluetooth
- Netzstrukturen für Sensornetze, aktuelles Forschungsgebiet

## Physikalische Komponenten (Hardware)

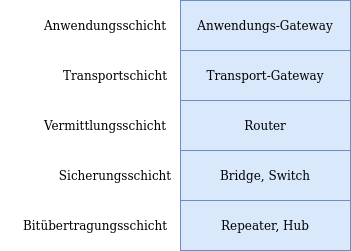
Zuordnung von Netzwerkinfrastruktur-Geräten zu den Schichten, auf denen diese arbeiten.

Zur physischen und logischen Umsetzung der Vernetzung sind neben passiven Komponenten (Antennen, Kabel, Glasfasern, Steckverbinder, Anschlussdosen) in der Regel auch aktive Komponenten erforderlich, um die Funktionalität zu gewährleisten. Beispiele sind Gateway, Router, Switch, Accesspoint, früher auch Hub, Repeater und Bridge. Solche Komponenten können in manchen Fällen auch als virtuelle (Software-) und nicht als physikalische Hardwarelösung realisiert sein.

## Sprachliche Betrachtung von Netz und Netzwerk
In der deutschen Sprache werden sowohl die Begriffe Netz (etwa in Stromnetz, nicht Stromnetzwerk; Telefonnetz) verwendet, als auch Netzwerk (zum Beispiel in der Elektrotechnik, oder in soziales Netzwerk). Computernetzwerk wird aber manchmal auf eine falsche Übersetzung des englischen Wortes network zurückgeführt, welches dem deutschen Wort Netz entspreche und durch die Computerfachsprache in den deutschen Wortschatz gefunden habe. Das Wort fand jedoch bereits im 19. Jahrhundert Eingang in das Deutsche Wörterbuch.
Die Übersetzung als Netzwerk bringt aber auch Wörter hervor, die eine Unterscheidung ermöglichen, siehe die Netzwerkkarte bzw. das Netzkabel zur Stromversorgung und das Netzwerkkabel im LAN.
Die DIN ISO 2382-1 bis -25 „Begriffe der Informationstechnik“ definieren nur den Begriff Netz, nicht Netzwerk.